# Новосветский поселковый совет (Крым)
Новосветский поселковый совет (укр. Новосвітська селищна рада, крымскотат. Novıy Svet qasaba şurası)  — административно-территориальная единица в подчинении Судакского горсовета в составе АР Крым Украины (фактически до 2014 года).
Образован в 1997 году.
Территория бывшего сельсовета (площадью 7,51 км²) расположена на берегу Судакской бухты Чёрного моря.
Население по переписи 2001 года — 1 093 человека
К 2014 году состоял из единственного пгт Новый Свет.
В рамках российского административно-территориального деления Крыма, созданного в 2014 году, Новосветский поселковый совет был упразднён, а его территория входит в городской округ Судак; в структуре администрации Судака создан территориальный орган п. Новый Свет.